# Nicole Pillman
Marsha Nicole Pillman Zamudio (n. Lima, 19 de febrero de 1987), conocida como Nicole Pillman, es una cantautora peruana.

## Biografía

### Primeros años
En su niñez y adolescencia recibió educación y entrenamiento vocal en el Museo de Arte de Lima. Llevó cursos de piano y guitarra. Además de su carrera musical, estudió contabilidad en la Universidad Nacional Mayor de San Marcos.
Las súperestrellas de la música Laura Pausini y Myriam Hernández fueron las mayores influencias musicales para la artista.
Alcanzó las semifinales en la competencia Latin America Idol en 2008, y se convirtió en sensación televisiva. Fue una de las pocas peruanas en participar en un concurso musical internacional.

### Lanzamiento de álbum homónimo (2009-2011)
En diciembre del 2009 Nicole Pillman lanzó oficialmente al mercado su primera producción musical. Bajo el título que lleva su nombre, llevó 10 temas inéditos de pop latino realizados durante su participación en la competencia de canto. Contó con la producción musical estuvo a cargo de Diego Rivera y José Carlos Ponce. El primer sencillo lanzado fue la balada “Entre la espada y la pared”.
Posteriormente su disco fue banda sonora de las telenovelas LaLola y Corazón de fuego. Alcanzó los primeros lugares del ranking radial a nivel nacional. El videoclip oficial se mantuvo en rotación de HTV Latinoamérica.
Su sencillo “A pesar de tu amor” logró ocupar el primer lugar de la lista internacional TOP10 de MTV Centro, manteniéndose además por semanas dentro de dicho ranking. Esta canción ganó además el premio a Mejor canción pop 2010 otorgado por RadioCan mediante votación en línea.
Su siguiente balada “Ahora no” se mantuvo en programación de radios musicales de Lima, además fue soundtrack de la telenovela Ana Cristina. “Entre la espada y la pared”, “Ahora no”, “Perdóname” y “Tanta vida” temas incluido en su disco Nicole Pillman fueron compartidas en la telenovelas mencionadas de ATV.

### Como nunca te han amado (2013) Mírame (2016) Herencia (2018)
En noviembre del 2013 sale al mercado su segundo disco titulado Como nunca te han amado, bajo la producción musical de Santiago León Falcón. Este disco incluye el tema “No te recuerdo”, que fue banda sonora de la teleserie Al fondo hay sitio, y alcanzó los primeros lugares en diversas radios como Radio Ritmo Romántica y Radio Corazón. El segundo sencillo de este disco es canción “Quizás mañana” fue tema principal de la película peruana del mismo nombre.
En el 2014 se promociona el sencillo "No sabes nada del amor", que fue número uno en la Radio Ritmo Romántica.
En febrero del 2016 presenta su tercer disco titulado "Mírame", material que incluye "Ven, baila, quinceañera" canción principal de la telenovela juvenil del mismo nombre, "No me quedo callada" tema emblema de la campaña contra la violencia a la mujer del UNFPA, "Cuando te conocí" canción que fue banda sonora de la película peruana "La Peor de mis bodas".
En el 2017 presenta “Herencia”, álbum en el que explora los géneros musicales más representativos del Perú. Con 9 canciones inéditas de su autoría. En octubre de 2018 se estrena en cines “Herencia, La Película”, documental protagonizado por Nicole, donde se puede vivir el proceso de producción del disco, así como profundizar en la belleza de la música peruana, a través de entrevistas con destacados compositores, músicos e intérpretes.

### FESTIVAL VIÑA DEL MAR 2019
En febrero del 2019, Nicole representa al Perú en la competencia folclórica del Festival Viña Del Mar con la canción “Una misma sangre”, tema que forma parte de “Herencia”. “Una misma sangre” es un festejo escrito por la propia Nicole en coautoría con Santiago León Falcón. Para el Festival, se presentó una versión especial producida por Tito Manrique]].
En febrero del 2019 se lanza en plataformas “Herencia, DeLuxe” material que incluye la versión Viña del Mar de “Una misma sangre”. 
En julio de 2019 Nicole presenta el sencillo “Lo que queremos”, canción compuesta por Gianmarco Zignago.
En diciembre de 2019, Nicole lanza su álbum “Navidad”, un disco de 10 canciones navideñas en diferentes estilos musicales. 

### RENACER
En el 2020 en plena pandemia, Nicole produce el álbum “Renacer”, un disco que se hizo en colaboración con diferentes compositores. El proyecto se realizó a través de un “crowdfunding” donde autores y fans, fueron parte de la realización y posterior lanzamiento.
El disco se lanzó en 2 Volúmenes y contiene 19 temas inéditos.

### Nicole se muda a los EEUU
En el 2022, Nicole y si familia toman la decisión de mudarse al estado de Florida, donde actualmente reside.

## Interpretaciones enLatin American Idol
Nicole ocupó el séptimo puesto en LAI, siendo eliminada en el cuarto concierto, las canciones que interpretó fueron:
| Etapa             | Canción                                         |
| ----------------- | ----------------------------------------------- |
| Audición          | "Me va a extrañar" de Ricardo Montaner          |
| Workshop 3        | "Escucha a tu corazón" de Laura Pausini         |
| Primer Concierto  | "Aquellas Pequeñas Cosas" de Joan Manuel Serrat |
| Segundo Concierto | "Héroe" de Enrique Iglesias                     |
| Tercer Concierto  | "No Llores" de Gloria Estefan                   |
| Cuarto Concierto  | "Así Como Tu" de Jaguares                       |

## Discografía
- Nicole Pillman (2009)

1. Tu otra mitad
2. Entre la espada y la pared
3. Natural
4. A pesar de tu amor
5. Perdóname
6. Ciertos días
7. Ahora no
8. Fuera de mi vida
9. Tanta vida
10. Me gusta, me asusta
11. Mi corazón ya te olvidó

- Como nunca te han amado (2013)

1. No te recuerdo
2. No sabes nada del amor
3. Siempre tú (a dúo con Alexis Grullón)
4. Como nunca te han amado
5. Segunda oportunidad
6. Quizás mañana
7. De eso se trata
8. Odio amarte
9. No des un paso atrás

- Mírame (2016)

1. Cuando te conocí
2. Mírame
3. Nuestra canción
4. Costumbres
5. No puedo perdonarte
6. Las cuatro estaciones (a dúo con Alberto Plaza)
7. Conmigo regreses
8. Sal de mi mente
9. No me quedo callada
10. Ven, baila quinceañera

- Herencia (2017)

1. Una misma sangre
2. Sigo adelante (ft Mauricio Mesones)
3. Soy mujer
4. Cantos de amor y dolor (ft Lucho Quequezana)
5. Paloma blanca
6. Qué hiciste
7. Para Olvidar
8. La vida es corta

- Herencia, DeLuxe' (2019)

1. Una misma sangre
2. Sigo adelante ft Mauricio Mesones
3. Soy mujer
4. Cantos de amor y dolor (ft Lucho Quequezana)
5. Paloma blanca
6. Qué hiciste
7. Para Olvidar
8. La vida es corta
9. Una misma sangre (versión Viña del Mar)
10. Lo que queremos (2019)

### Otras canciones
- Navidad Criolla (con Bartola y Edith Barr) (2010)
- Gracias (2012) para el spot institucional de la Temporada 2012-13 de América Televisión.
- 15 años (2013)
- Gracias Mamá (2015)
- Mi primer caballero (2016)
- Farándula (2016)
- En Navidad (2016)
- Luciana (2019)
- De vuelta al barrio (2020) tema central de la cuarta temporada de De vuelta al barrio.

## Conciertos seleccionados
- 2011: Concierto de Miley Cyrus, gira Gypsy Heart Tour - acto de apertura.[27]
- 2012: Concierto de Noel Schajris, gira Grandes Canciones en Trujillo y Lima - acto de apertura.
- 2013: Concierto de Ha*Ash, Gira A Tiempo 2013 en Cusco, Arequipa y Lima - acto de apertura.
- 2013: Concierto "Festival del amor de Magdalena" en Lima - estelar con Marcos Llunas
- 2013: Concierto Río Roma en Lima - acto de apertura.
- 2013: Concierto Gian Marco. Amigos - estelar junto a otros artistas.
- 2014: Concierto La Oreja de Van Gogh - Dúo Leire Martínez - Canción: María
- 2014: Concierto Lima Music Fest
- 2015: Concierto Ha*Ash - Gira Primera Fila acto de apertura
- 2016: "Mírame" Nicole Pillman en Concierto - Transmitido por TvPerú
- 2016: Concierto Jesse y Joy - Pre estelar
- 2016: Concierto Laura Pausini - Pre estelar

## Premios y nominaciones
| Año  | Lugar                                                   | País  | Categoría              | Trabajo          | Resultado     | Notas  |
| ---- | ------------------------------------------------------- | ----- | ---------------------- | ---------------- | ------------- | ------ |
| 2019 | LX Festival Internacional de la Canción de Viña del Mar | Chile | Competencia Folclórica | Una misma sangre | Semifinalista | [ 28 ] |
| 2019 | LX Festival Internacional de la Canción de Viña del Mar | Chile | Mejor Intérprete       | Una misma sangre | Semifinalista | [ 28 ] |
| 2020 | Premios FAMA de La República                            | Perú  | Mejor Disco            | Herencia, DeLuxe | Nominada      | [ 29 ] |